# Химера (фильм, 2023)
«Химера» (итал. La Chimera) — художественный фильм режиссёра Аличе Рорвахер с Джошем О’Коннором в главной роли. Премьера ленты состоялась в мае 2023 года на Каннском кинофестивале, где картина участвовала в основной программе.

## Сюжет
1980-е годы, Италия. Молодой британский археолог открывает для себя мир подпольной продажи украденных артефактов.

## В ролях
- Джош О’Коннор — Артур
- Кэрол Дуарте — Италия
- Винченцо Немолато — Пирро
- Изабелла Росселлини — Флора
- Альба Рорвахер — Спартак
- Лу Руа-Леколлине — Мелоди
- Джулиано Мантовани — Джерри
- Джанпьеро Капретто — Марио
- Иле Яра Вианелло — Беньямина

## Награды и номинации
- 2023 — участие в основной конкурсной программе Каннского кинофестиваля.
- 2023 — призы за лучшую операторскую работу (Элен Лувар) и за лучший актёрский ансамбль на Чикагском кинофестивале.
- 2023 — приз «Серебряный колос» на Вальядолидском кинофестивале.
- 2023 — приз зрительских симпатий на кинофестивале в Сан-Паулу.
- 2023 — премия Европейской киноакадемии за лучшую работу художника-постановщика (Эмита Фригато), а также номинация в категории «лучший европейский актёр» (Джош О’Коннор).
- 2023 — попадание в пятёрку лучших фильмов года по версии Национального совета кинокритиков США.
- 2023 — номинация на премию «Золотой петух» за лучший международный фильм.
- 2024 — участие в конкурсной программе Гётеборгского кинофестиваля.
- 2024 — 13 номинаций на премию «Давид ди Донателло»: лучший фильм, лучший режиссёр (Аличе Рорвахер), лучший оригинальный сценарий (Аличе Рорвахер), лучший актёр (Джош О’Коннор), лучшая актриса второго плана (Альба Рорвахер и Изабелла Росселлини), лучший продюсер (Карло Кресто-Дина), лучшая операторская работа (Элен Лувар), лучший монтаж (Нелли Кветье), лучшая работа художника-постановщика (Эмита Фригато, Ракель Мелиадо), лучшие костюмы (Лоредана Бушеми), лучшие причёски (Даниэла Тартари), лучший звук.
- 2024 — премия «Серебряная лента» за лучшую женскую роль второго плана (Изабелла Росселлини), а также 5 номинаций: лучший фильм, лучший режиссёр (Аличе Рорвахер), лучший сценарий (Аличе Рорвахер), лучшие костюмы (Лоредана Бушеми), лучший кастинг (Кьяра Полицци).
- 2024 — номинация на премию британского независимого кино за лучший международный независимый фильм.
- 2024 — 7-е место в списке лучших фильмов года по результатам опроса журнала Film Comment.
- 2025 — номинация на премию «Гойя» за лучший европейский фильм.
- 2025 — три номинации на премию Лондонского кружка кинокритиков: лучший фильм года, лучший иностранный фильм года, лучший британский/ирландский актёр года (Джош О’Коннор).